# Coutaportla
Coutaportla es un género con dos especies de plantas con flores perteneciente a la familia Rubiaceae. Se encuentra en Guatemala y México.

## Taxonomía
El género fue descrito por el botánico alemán, especialista en la flora de América tropical: Ignatz Urban y publicado en Symbolae Antillanae seu Fundamenta Florae Indiae Occidentalis 9: 146-147 en el año 1923. (1 Jan 1923) . La especie tipo es: Coutaportla ghiesbreghtiana (Baill.) Urb.

## Especies deCoutaportla
- Coutaportla ghiesbreghtiana
- Coutaportla pailensis
- Coutaportla lorenceana